# Corte dei borghesi di Westminster
La Corte dei borghesi di Westminster (in inglese Westminster Court of Burgesses) fu il consiglio comunale della Città di Westminster dal 1585 al 1900.

## Storia
La corte è stata istituita dal parlamento in seguito alla dissoluzione dei monasteri conseguente alla riforma protestante, colmando il vuoto di potere creatosi quando l’abbazia di Westminster cessò di esercitare il controllo sull'area.
Inizialmente aveva il potere di occuparsi di lagnanze e giudicare i procedimenti penali di alcuni reati minori. Le parrocchie che componevano la città continuarono ad avere autogoverno attraverso le loro sagrestie. Dopo che il giudice di pace fu istituito per Westminster nel 1618, la corte si occupò di casi minori come reati relativi a pesi e misure.
L'area di Westminster è stata riformata come Borgo metropolitano di Westminster nel 1900 e la corte, così come le sacrestie parrocchiali, sono state sostituite dal Consiglio cittadino di Westminster.